# Joseph Thyssen
Joseph Thyssen, również Josef Thyssen (ur. 14 lutego 1844 w Eschweiler, zm. 15 lipca 1915 w Mülheim an der Ruhr) – niemiecki przemysłowiec z rodziny przedsiębiorców – Thyssen.

## Życiorys

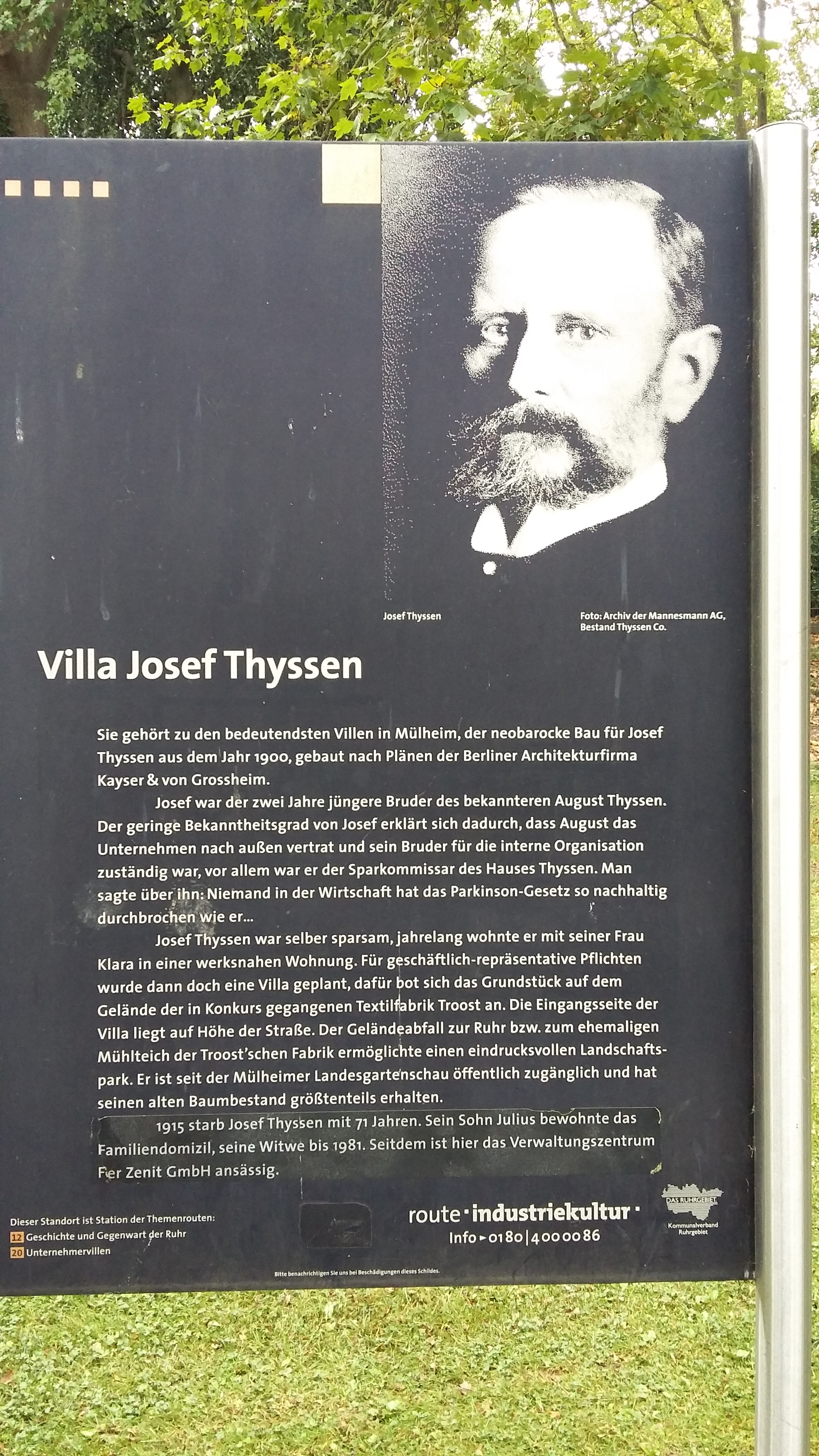
Josef Thyssen (2020)

Joseph Thyssen był młodszym bratem założyciela firmy Thyssen – Augusta Thyssena i jego najbliższym współpracownikiem. Dorastał w dużej katolickiej rodzinie. Miał sześcioro rodzeństwa. Ojciec Thyssena – Friedrich Thyssen początkowo zarządzał walcownią drutu. W swoim biznesie był dyrektorem i współwłaścicielem. Później sam zatrudnił się w swojej firmie bankowej.
W przeciwieństwie do swojego starszego brata, Joseph Thyssen nie mógł studiować. Po ukończeniu szkoły średniej i stażu w banku ojca zaczął tam pracować. Do jego śmierci w 1877 Joseph Thyssen pracował w rodzinnym biznesie, w Eschweiler. Po likwidacji banku przeniósł się z Eschweiler do Mülheim, gdzie już w 1878 zajął miejsce ojca jako cichy wspólnik firmy Thyssen & Co. – założonej w 1871 przez jego brata, Augusta w gminie Styrum. Joseph Thyssen również rozpoczął działalność operacyjną, gdzie pracował bardziej w tle i zajmował się głównie sprawami wewnętrznymi. W przeciwieństwie do swojego ekstrawertycznego brata rzadko pojawiał się publicznie jako współwłaściciel firmy.

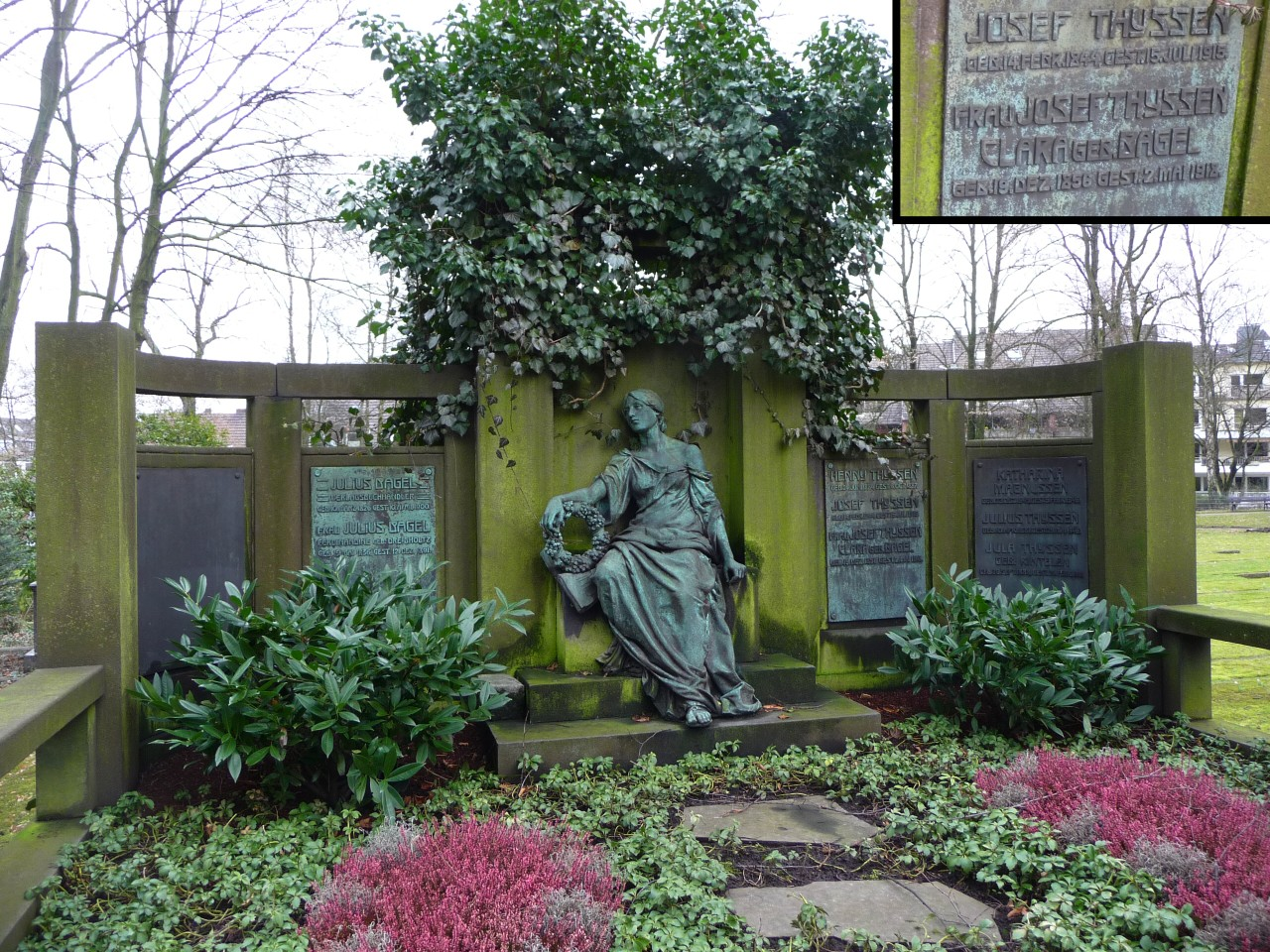
Joseph Thyssen – grób rodzinny na starym cmentarzu miejskim w Mülheim an der Ruhr.

W 1880 Joseph Thyssen poślubił córkę wydawcy – Klarę Bagel (1856–1918), która podobnie, jak żona jego brata – Augusta pochodziła z protestanckiej klasy wyższej w Mülheim. Ceremonia ślubna stała się katolicka na prośbę Josepha Thyssena. W odniesieniu do protestanckich krewnych uroczystości nie przeprowadzono jednak w Mülheim. Para doczekała się trójki dzieci – Juliusa (1881), Johanny (1883) i Hansa (1890). Pociechy zostały wychowane w wierze katolickiej swojego ojca. Rodzina początkowo mieszkała w prostym, ceglanym domu szeregowym przy Eppinghofer Straße. Jednak w 1883 przeprowadziła się do domu klasy średniej przy ulicy kolejowej – (niem. Bahnstraße). W 1900 nastąpiła kolejna przeprowadzka do nowo wybudowanej Willi Thyssen nad brzegiem Ruhry.
W przeciwieństwie do swojego brata, Joseph Thyssen po ślubie był nie tylko skoncentrowany na pracy i wspólnym przedsięwzięciu, ale także brał udział w życiu towarzyskim i klubowym Mülheim. Był również uważany za kolekcjonera dzieł sztuki.
Joseph Thyssen zmarł 15 lipca 1915 w wypadku przy pracy, kiedy zaczepił się za wagon kolejowy podczas wieczornej kontroli na terenie fabryki. Został pochowany na starym cmentarzu miejskim w Mülheim an der Ruhr.

## Willa Josepha Thyssena i jego rodziny

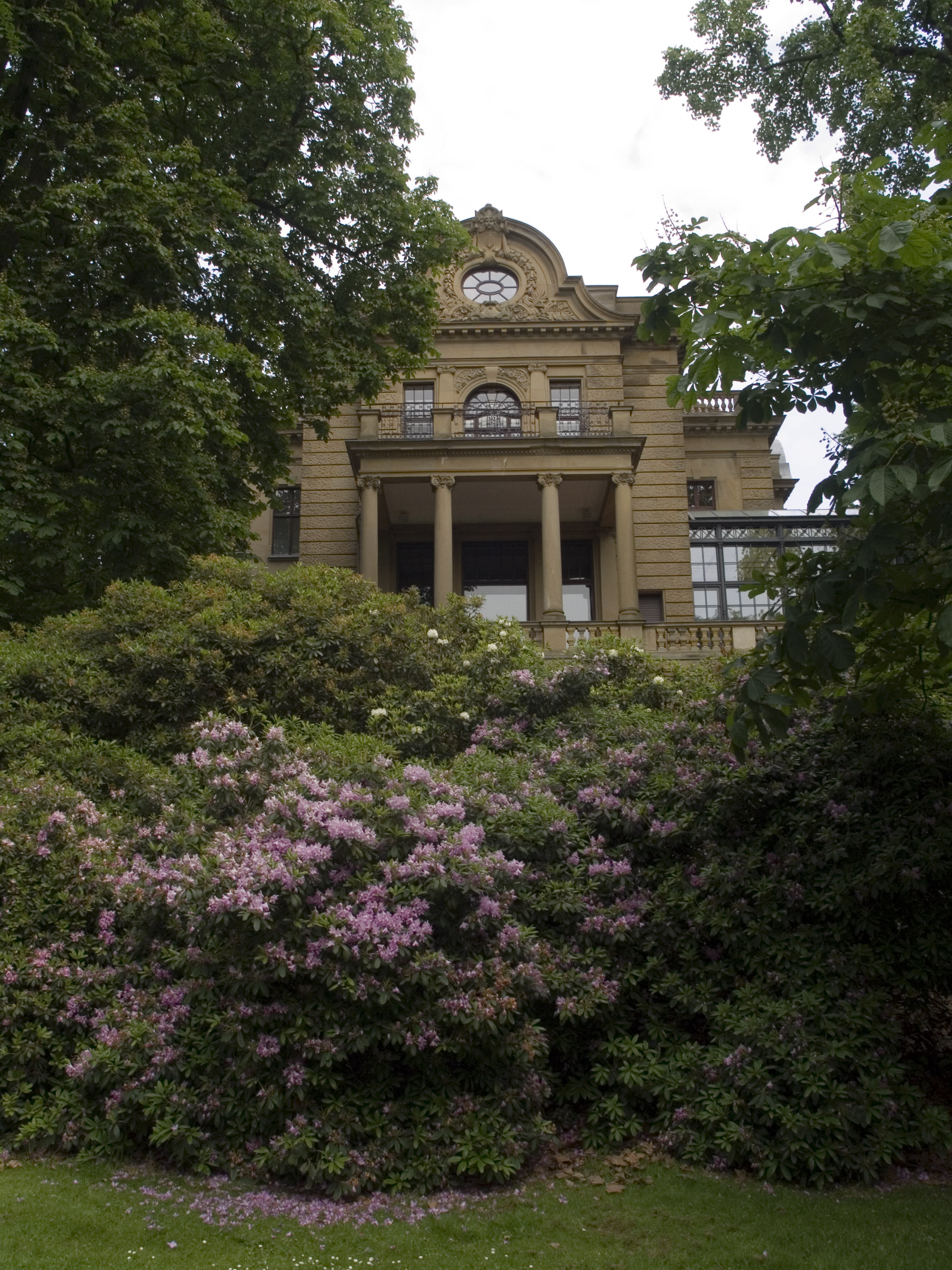
Mülheim an der Ruhr – willa Thyssena i park.

Neobarokowa willa została zbudowana w 1898 przez Juliusa Bagela – brata żony Josepha Thyssena, Klary, a także właściciela drukarni oraz budowlańca. Bagel zbudował reprezentacyjną willę przedsiębiorczą jako rezydencję rodzinną w miejscu wcześniej położonej tam fabryki bawełny – Troost, Johanna Caspara Troosta. Wciąż istniejący budynek fabryki graniczył z nowym budynkiem i służył jako budynek gospodarczy.
Willa jest obecnie wykorzystywana jako budynek biurowy. Park za willą jest dostępny publicznie.

## Literatura
- Stephan Wegener: August und Josef Thyssen. Die Familie und ihre Unternehmen, 2004, ISBN 3-89861-312-7.
- Manfred Rasch: Stahl, Rohstoffe, Weiterverarbeitung und Transport – Die Brüder August und Joseph Thyssen.
- Horst A. Wessel: Mülheimer Unternehmer: Pioniere der Wirtschaft. Unternehmergeschichte in der Stadt am Fluss seit dem Ende des 18. Jahrhunderts, 2006, ISBN 3-89861-645-2.
- Stephan Wegener: Die Geschwister Thyssen. Ein Jahrhundert Familiengeschichte, 2013, ISBN 978-3-8375-0894-9.